# Robert Minton
Robert Henry „Bob” Minton (ur. 13 lipca 1904 w Lawrence, zm. 2 września 1974 w Nowym Jorku) – amerykański bobsleista, brązowy medalista igrzysk olimpijskich.

## Kariera
Największy sukces osiągnął w 1932 roku, kiedy wspólnie z Jackiem Heatonem zdobył brązowy medal w dwójkach na igrzyskach olimpijskich w Lake Placid. Był to jego jedyny start olimpijski i zarazem jedyny medal wywalczony na międzynarodowej imprezie tej rangi. Po zakończeniu kariery pracował jako makler papierów wartościowych na New York Stock Exchange.